# EA Sports College Football 25
EA Sports College Football 25 è un videogioco di football americano universitario sviluppato da EA Orlando e pubblicato da EA Sports il 19 luglio 2024.
È il vendiduesimo capitolo della serie videoludica EA Sports College Football ed è il primo di questa dopo undici anni dall'uscita di NCAA Football 14, nel 2013.

## Sviluppo
Dopo l'uscita del precedente capitolo NCAA Football 14, Electronic Arts (EA) aveva dovuto interrompere la serie nel 2013 a causa di controversie legali sull'uso delle sembianze dei giocatori senza il loro consenso (NIL). La National Collegiate Athletic Association (NCAA), il cui marchio era concesso in licenza da EA, aveva avuto una storia di resistenza ai tentativi di compensare finanziariamente i suoi atleti. Come parte dell'accordo, EA annunciò la cessazione della produzione videoludica dedita al football universitario.
In seguito alla riforma approvata nel 2019 dalla NCAA, la quale consente agli atleti universitari di trarre profitto dalla loro fama, EA annunciò nel 2021 l'arrivo di un nuovo capitolo della serie universitaria. Nel 2023, dopo l'implementazione di queste novità, EA annunciò che le somiglianze dei giocatori sarebbero state presenti nel prossimo videogioco di football universitario. Nel febbraio 2024, EA rivelò che avrebbe pagato a ciascun atleta una quota fissa di 600 dollari e una copia del gioco per aver consentito l'utilizzo delle sembianze dei giocatori; gli atleti che rifiutano di consentire a EA di utilizzare la propria identità verranno sostituiti nel gioco con un personaggio generico generato automaticamente ed EA impedirà ai giocatori di creare e inserire manualmente l'atleta nel gioco. All'inizio di marzo 2024, EA aveva ottenuto l'adesione all'uso delle sembianze da oltre 10.000 atleti. Nel gioco appariranno l'Heisman Trophy e i vari bowl, ma la NCAA ha chiesto che i loro premi e trofei non siano inclusi. Il Lou Groza Award è l'unico onore della coalizione ad aver aderito al gioco.
Il videogioco è stato sviluppato utilizzando il motore Frostbite.

## Pubblicazione
College Football 25 è stato proposto a EA Sports da Daryl Holt, il loro attuale vicepresidente senior e direttore generale del gruppo, nel dicembre 2019, ricevendo il via libera per lo sviluppo poco dopo. Nel febbraio 2021 EA ha annunciato pubblicamente che la serie College Football sarebbe tornata. EA Orlando, sviluppatori della serie Madden NFL, è stata annunciata come creatrice del gioco. Il 15 febbraio 2024, EA ha confermato il titolo del gioco come EA Sports College Football 25 e ha rivelato un trailer, promettendo di fornire ulteriori informazioni a maggio 2024.
Il 22 febbraio 2024, EA Sports ha annunciato che tutti i 134 programmi della Football Bowl Subdivision (FBS) sarebbero stati presenti in EA Sports College Football 25, ma i 128 programmi della Football Championship Subdivision (FCS) non sarebbero stati inclusi al lancio.
Il 16 maggio 2024, EA Sports ha rivelato la copertina principale del gioco, con Quinn Ewers, quarterback dei Texas Longhorns, Travis Hunter, wide receiver e cornerback per i Colorado Buffaloes, e Donovan Edwards, running back per i Michigan Wolverines, e ha confermato ufficialmente che il gioco sarebbe uscito il 15 luglio 2024 e il 19 luglio per la versione standard, prima del trailer di presentazione del gameplay il giorno successivo. Dopo l'uscita del trailer, EA Sports ha confermato che molte delle vecchie funzionalità comprese in NCAA Football 14 sarebbero state portate su College Football 25 come le modalità Team Builder, Road to Glory e Dynasty. L'analisi approfondita del gameplay pubblicata il 31 maggio ha svelato caratteristiche come "CampusIQ", il sistema di gioco, che comprende tre pilastri fondamentali: "All 22+" che evidenzia l'importanza dei singoli giocatori e delle loro abilità uniche, "134 ways to play", il che significa che ogni squadra ha il proprio playbook unico, e "Stories of Saturday", che cerca di racchiudere le emozioni di questi atleti mentre si esibiscono sotto pressione intensa in ambienti ostili, in parole povere, una matricola risponderà in modo molto diverso da un senior.
Il 28 giugno 2024, EA Sports ha rivelato la sua classifica generale dei 25 migliori team, e il 2 luglio 2024, è stata rivelata la modalità Dynasty.
L'uscita mondiale è avvenuta il 19 luglio.